# Liste des dates de commémoration de l'esclavage
En souvenir de l'esclavage et de la traite négrière, mais aussi pour commémorer l'abolition, les victimes ou encore les résistances, il existe plusieurs dates retenues, en France et à l'international :

## Listes des dates

### Dates françaises

#### Dates nationales
- 10 mai : Journée nationale des mémoires de la traite et de l'esclavage et de leurs abolitions, en France, depuis 2006[2]
- 23 mai : Journée nationale en hommage aux victimes de l'esclavage colonial, en France, depuis 1998 puis 2008 puis 2017[2]

#### Dates locales
- 27 avril : Date anniversaire de l'abolition de l'esclavage à Mayotte, depuis 1983[2]
- 22 mai : Date anniversaire de l'abolition de l'esclavage en Martinique, depuis 1983[2]
- 27 mai : Date anniversaire de l'abolition de l'esclavage en Guadeloupe, depuis 1983, et à Saint-Martin, depuis 2012[2]
- 10 juin : Date anniversaire de l'abolition de l'esclavage en Guyane, depuis 1983[2]
- 9 octobre : Date anniversaire de l'abolition de l'esclavage à Saint-Barthelémy, depuis 2012[3]
- 20 décembre : Fête de la liberté (Fêt Kaf), à La Réunion, depuis 1983[2]

### Dates internationales
- 25 mars : Journée internationale de commémoration des victimes de l'esclavage et de la traite transatlantique des esclaves, par ONU, depuis 2008[2]
- 23 août : Journée internationale du souvenir de la traite négrière et de son abolition, par l'UNESCO, depuis 1998[2]
- 2 décembre : Journée internationale pour l'abolition de l'esclavage (en), par l'ONU, depuis 2002[4]